# Лунните градини
Лунните градини е първия роман на английския автор Стивън Ериксън. Това е и първата книга от поредицата от жанра епично фентъзи Малазанска книга на мъртвите. Тя е написана през 1999 година.
Романът описва различните борби за власт в междуконтинентален регион, доминиран от Малазанската империя. Той се отличава с използването на висока магия и необичайна структура на сюжета. Романът „Лунните градини“ се съсредоточава около имперската кампания за завладяване на град Даруджистан на континента Дженабакъз.
Публикуван е за първи път на 1 април 1999 г. и е номиниран за Световна награда за фентъзи. Той получава смесени до положителни отзиви, като критиците хвалят тона, героите и всеобхватната история. Книгата е продадена в над милион копия за един месец.

## Изграждане на книгата
Ериксън и Иън К. Есълмонт първоначално създават света Малазан като фон за настолна ролева игра. Недоволни от липсата на качествени фентъзи филми за възрастни по онова време, дуото решава да напише собствен филмов сценарий, използвайки своя опит в игрите и света, който са създали. Сценарият, озаглавен Лунните градини, е счетен за твърде рискован и не успява да се продаде. Тъй като интересът към сценария изглеждаше несъществуващ, Ериксън, с помощта на Есълмонт, го преработва във фантастичен роман, като го завършва около 1991 – 1992 г.
След почти десетилетие на отхвърляне, романът най-накрая е продаден на Transworld, подразделение на Random House. Издателят остава доволен от работата и иска допълнителни книги от поредицата. Използвайки историята на малазанския свят, са създадени девет допълнителни романа. След публикуването на „Лунните градини“ рецензиите се разпространяват в интернет и издателството Orion се опитва да привлече писателя извън Transworld. Transworld обаче запазва опцията за писане на допълнителни романи от поредицата и предлага 675 000 паунда за останалите девет книги от поредицата.

## Сюжет
Внимание:  Текстът по-долу разкрива сюжета на произведението (или части от него)!

### Пролог
Романът започва през 96-та година на Малазанската империя, през последната година от управлението на император Келанвед. Гъноуз Паран, на 12 години, става свидетел на разграбването на мишия квартал на град Малаз. Паран иска да стане войник, когато порасне, въпреки че ветеранът войник Уискиджак не го одобрява.

### Дженабакъз
Седем години по-късно императорът и неговият съюзник, Танцьора, са убити и сменени от началника на корпуса на убийците. Императрица Ласийн сега управлява с помощта на Нокътя, имперските убийци. Историята започва няколко години в поредица от войни на Малазанската империя за завладяване на континента Дженабакъз.
Под ръководството на Върховния юмрук Дужек, малазанската Втора армия обсажда град Пейл, един от двата свободни града, останали на пътя на малазанците в Дженабакъз, от няколко години. Пейл се задържа благодарение на съюза с могъщия Аномандър Рейк, Властелинът на Лунния къс (плаваща крепост), водач на не-човешкия род Тайст Андий. Пейл най-накрая пада, когато Рейк оттегля крепостта си след ожесточена битка. Дори тогава Империята претърпява тежки загуби, включително почти пълното унищожаване на легендарна пехотна част от нейната Втора армия, Мостоваците. Няколко герои спекулират, че някой по-високо в Империята може да планира елиминирането на различни хора, които са били лоялни към покойния император.
Тогава Империята насочва вниманието си към последния останал свободен град, Даруджистан. Шепа оцелели членове на Мостоваците, водени от сержант Уискиджак, сега силно намален в ранг след завземането на властта от Ласийн, са изпратени да се опитат да подкопаят града отвътре. Веднъж там, те безрезултатно се опитват да се свържат с гилдията на убийците в града, с надеждата да им платят да предадат града им, но Рейк вече е прогонил гилдията в нелегалност. Адюнкта Лорн, втора по ранг след императрицата, е изпратена да разкрие нещо в хълмовете източно от Даруджистан. Тя е придружена от Тол, Т'лан Имасс, раса не-мъртви, която някога е доминирала в света преди хората. Междувременно Татърсейл, един от малкото магове, оцелели при обсадата на Пейл, и Паран, сега капитан и номинален командир на Мостоваците, се отправят към града, за да установят причината за увеличеното участие на няколко богове и други магически сили в кампания.
Група измамници и фигури от подземния свят в Даруджистан работят, за да се противопоставят на членове на гражданското правителство, които обмислят капитулация пред Империята. Междувременно Аномандър Рейк предлага своя съюз на истинските владетели на Даруджистан, тайна кабала от магове. Заговорите се сблъскват, когато адюнкта Лорн освобождава Джагут Тиран, мощно древно същество, с цел или да навреди сериозно на Аномандър Рейк, или да го принуди да се оттегли от града. В крайна сметка тиранинът е затворен в къща на Азат след ожесточена битка с хората на Рейк, докато самият Рейк побеждава демоничен лорд, който Лорн освобождава в града.
Съществен подсюжет включва млад Мостовак на име Сори. Тя е известна като хладнокръвен убиец, но всъщност е обладана от Котильон, известен също като Въжето, божество и покровител на убийците. Когато партньорът на Котильон Сенкотрон, още известен като Амманас и Рейк преговарят за оттеглянето на Въжето от събитията на войната, Сори е освободена и се сблъсква с Крокъс, млад крадец от Дару. Крокъс е спечелил покровителството на Опонн, близнаците Богове на шанса, които продължават да се месят в конфликта за собствените си цели. В края на романа Крокъс, сапьор от Мостоваците на име Фидлър, и убиецът от Мостоваците Калам се явяват доброволци да отведат Сори (сега наричана Апсалар) обратно в нейната родина Итко Кан (тяхната история продължава в „Дверите на Скръбния дом“).
Междувременно Дужек и Уискиджак повеждат 2-ра армия на бунт срещу все по-тираничното управление на Ласийн. Сега Дужек търси съюз с Рейк и други врагове на Малазан срещу свещена война, призована от Пророка на Панион, чиято империя настъпва от югоизток от Дженабакъз. На други места се потвърждава, че континентът на Седемте града е започнал масово въстание срещу Империята. Тези и други сюжетни развития са продължени в третия роман, „Спомени от лед“.

## Стилове и теми
В интервю за SFSite от 2000 г. Ериксън казва, че голяма част от „Лунните градини“ включва разрушаване на различни конвенции на жанра фентъзи. Той признава очарованието си от амбивалентността и неяснотата и казва, че идеята за злото само по себе си, с „добри герои и безвкусни глупави лоши момчета“, е скучна. Рецензенти отбелязват склонността на Ериксън да избягва „приказните разграничения между доброто и злото“, с многобройни фракции в романа, които не могат да бъдат разглеждани изключително като нито едно от двете. Теми като история, създаване на митове и война също са разгледани.

## Приемане на книгата

### Критика
Романът получава смесени до положителни отзиви от критиците. SFSite казва, че Ериксън е създал „фентъзи свят, толкова богат и подробен, колкото всеки друг, който вероятно ще срещнете“, докато нарича романа – за увлекателен и труден за оставяне настрана. Рецензентът, макар да го нарича удивителен дебютен фентъзи роман с напълно осъзната история, обхващаща хиляди години и богати, сложни герои, отбелязва, че сложността може да се счита и за най-големия недостатък на книгата. Бил Капосер от Tor казва, че въпреки че романът не е без недостатъци, той е завладяващо, стимулиращо четиво, което се противопоставя на предубежденията на читателя за фантазия и предизвиква техните представи за фентъзи, като ги сблъсква с реалността.
The Guardian описва изграждането на света на Ериксън като изумително и също така похвали развитието на героя, заявявайки, че „героите му... се чувстват реалистични и техните личности всъщност се променят и адаптират чрез историята.“ Също така хвалят дълбокия и сложен сюжет на романа. За разлика от това обаче рецензентът критикува темпото като ужасно, но отбелявза, че кулминационният финал е добре направен. Друг рецензент хвали Ериксън за вдъхването на нов живот във фентъзи жанра с новите си идеи и творения, наричайки романа „произведение с голямо умение и красота“. Saloon описва Ериксън като „майстор на изгубени и забравени епохи, тъкач на древни епоси“, като същевременно възхвалява неговото реалистично изграждане на света и характеризиране.
От друга страна, Publishers Weekly критикува характеристиката на романа и липсата на истинска дълбочина, заявявайки, че „бързо развиващият се сюжет с обсади, дуели (на меч и магия), бунтове, интриги и отмъщение, открити чудовища и крачещи по земята богове, не оставя много място за истинска дълбочина. Героите печелят, злодеите губят, справедливостта цари, трагедията е избегната. Ериксън може да се стреми към висотата на Чайна Миевил, но той се установява удобно в страната на Джордж Р. Р. Мартин.
„Лунните градини“ също пощучава похвали от добре известни автори във фентъзи жанра, като Стивън Р. Доналдсън, който казва, че „Ериксън е изключителен писател. Четох Градините на Луната с голямо удоволствие.“ Дж. В. Джоунс хвали стила на Ериксън и способността му да „създаде свят, който е толкова сложен и объркан, колкото нашия собствен“. Адам Робъртс също хвали изграждането на света и характеризирането на Ериксън, наричайки романа „дяволски четивен“.

### Други отзиви
- Преглед от Vikki Lee (1999) във Vector 205
- Рецензия от Крис Гилмор (1999) в Interzone , #147, септември 1999 г.
- Рецензия от Каролин Кушман (1999) в Locus, #465, октомври 1999 г.
- Преглед от Vikki Lee (2000) във Vector 211
- Рецензия от Чарлз де Линт (2000) в The Magazine of Fantasy & Science Fiction, септември 2000 г.
- Рецензия от Джеф Уилър (2004) в Deep Magic, #28, септември 2004 г.
- Преглед от некредитиран (2004) във Vector 237
- Рецензия от Paul Witcover (2004) в Realms of Fantasy, октомври 2004 г.
- Рецензия от Стивън Е. Андрюс и Ник Ренисън (2009) в 100 Must-Read Fantasy Novels

### Продажби
Романът има критичен и търговски успех. Продадени са над милион копия за месец.
След търговския успех на романа Transworld подписа договор за издаване на стойност 675 000 паунда за следващите девет романа на Ериксън от поредицата.

### Награди
| Награда                     | Година | Категория             | Резултат  | Препратка (и) |
| --------------------------- | ------ | --------------------- | --------- | ------------- |
| Световна награда за фентъзи | 2000   | Роман                 | номиниран | [ 17 ]        |
| Награда „Локус“             | 2000   | Най-добър първи роман | номиниран | [ 18 ]        |